# Južnobački upravni okrug
Južnobački upravni okrug (srpski: Јужнобачки управни округ, Južnobački upravni okrug; mađarski: Dél Bácskai Körzet; slovački: Juhobáčsky okres; rusinski: Јужнобачки окрух; rumunjski: Districtul Backa de Sud) je okrug na sjeveru Republike Srbije. Nalazi se u zemljopisnim regijama Bačkoj i Srijemu u AP Vojvodini.

## Općine
Južnobački upravni okrug sastoji se od 11 općina i jednog grada unutar kojih se nalazi 77 naselja. Grad Novi Sad sastoji se od dvije gradske općine.
Općine su:
- Srbobran
- Bač
- Bečej
- Vrbas
- Bačka Palanka
- Bački Petrovac
- Žabalj
- Titel
- Temerin
- Beočin
- Srijemski Karlovci

Gradske općine Novog Sada su:
- Novi Sad
- Petrovaradin

## Stanovništvo
Prema podacima iz 2002. godine, stanovništvo čine: 
- Srbi (69.06%),
- Mađari (9.28%),
- Slovaci (4.65%),
- Crnogorci (2.92%),
- Jugoslaveni (2.68%),
- Hrvati (2.02%),
- Rusini (1.25%),
- Romi (1.01%),
- ostali.

## Gospodarstvo
U samom okrugu razvijena je kemijska industrija i prerada nafte, strojarska industrija, tekstilna, prehrambena industrija i građevinarstvo.

## Kultura
U Bečeju je podignuta prva srpska osnovna škola 1703. godine, a u Srijemskim Karlovcima prva srpska gimnazija 1791. godine.
Novi Sad je sjedište najstarije kulturno-znanstvene ustanove srpskog naroda - Matice srpske, koja je osnovana u Pešti, a u Novi Sad preseljena 1864. godine, kao i Srpskog narodnog kazališta iz 1861. godine.

## Vanjske poveznice
- Službena stranica općine Bač
- Službena stranica općine Bačka Palanka
- Službena stranica općine Bački Petrovac
- Službena stranica općine Beočin  Arhivirana inačica izvorne stranice od 10. srpnja 2007. (Wayback Machine)
- Službena stranica općine Bečej
- Službena stranica općine Vrbas
- Službena stranica općine Žabalj
- Službena stranica grada Novog Sada
- Službena stranica općine Srbobran
- Službena stranica općine Temerin  Arhivirana inačica izvorne stranice od 1. srpnja 2007. (Wayback Machine)
- Službena stranica općine Titel
- Službena stranica općine Sremski Karlovci